# Alberto Quintano
Alberto Guillermo Quintano Ralph (26 d'abril de 1946) és un exfutbolista xilè.

## Selecció de Xile
Va formar part de l'equip xilè a la Copa del Món de 1974. També fou entrenador a Cruz Azul.